# Palaeocursornis
Palaeocursornis es un género monotípico extinto de pterosaurio. La única especie conocida, P. corneti, fue descrita en 1984 basándose en un único hueso (MTCO-P 1637) interpretado como el extremo distal de un fémur izquierdo, hallados en rocas del Cretácico Inferior (Berriasiense) datando de cerca de 143 millones de años de una mina en Cornet cerca de Oradea en el noroeste de Rumania. Se consideró inicialmente que era un ave paleognata no voladora, posiblemente un ratites, y más tarde como un ave ornituromorfa o un terópodo no aviano (Benton et al., 1997). Sin embargo, una revaluación del espécimen sugirió que este no era un fémur, sino el húmero de un pterosaurio pterodactiloide similar a Azhdarcho.
El animal vivió en lo que era un archipiélago de islas volcánicas y de coral ubicadas hacia el este del océano de Piamonte-Liguria. Dado que este conjunto de islas se ubicaba en la latitud 35°N en un clima más cálido y húmedo que el actual, era probablemente similar al de las actuales Antillas o Indonesia. El hábitat de Palaeocursornis se componía de colinas de terrenos kársticos con numeroso ríos de agua dulce y/o salobre, lagos y pantanos.(Benton et al., 1997)

## Taxonomía
Inicialmente, los huesos fueron descritos como Limnornis corneti (Kessler & Jurcsák, 1984). Sin embargo, este nombre de género ya había sido usado para la pajera de pico curvo (L. curvirostris), una furnárida. Más áun, los huesos adscritos al nuevo taxón parecían pertenecer a dos especies diferentes, que posiblemente no estaban siquiera relacionadas de cerca. Infortunadamente, el nuevo nombre para reemplazar a Limnornis corneti fue referido al material de la otra especie (la cual quedó como Eurolimnornis corneti), creando una considerable confusión dado que se aplicó el mismo nombre de especie (corneti) a ambas especies. Los intentos siguientes para redescribir al fémur como Palaeocursornis biharicus fueron invalidados en lo que se refiere al nombre binomial, pero al menos se estableció un nombre de género correcto (Kessler & Jurcsák, 1986). El nombre válido actualmente, Palaeocursornis corneti, fue mencionado originalmente por Jurcsák & Kessler en 1985, pero era un nomen nudum por esa época y solo se volvió válido el año siguiente, cuando el nuevo género fue establecido de forma oficial (su bien con un nombre de especie innecesariamente sinonimizado), como se mencionó antes. Esta confusa historia taxonómica fue aclarada por Bock & Bühler (1996):
Sinónimos
- Limnornis corneti Kessler & Jurcsák 1984
- "Palaeocursornis corneti" Kessler & Jurcsák 1985 (nomen nudum)
- "Palaeocursornis biharicus" Kessler & Jurcsák 1985 (nomen nudum)
- Palaeocursornis biharicus Kessler & Jurcsák 1986